# Qiansuo
Qiansuo (kinesiska: 前所, 前所乡) är en socken i Kina. Den ligger i provinsen Shanxi, i den norra delen av landet, omkring 130 kilometer nordväst om provinshuvudstaden Taiyuan. Antalet invånare är 10 362. Befolkningen består av 5 002 kvinnor och 5 360 män. Barn under 15 år utgör 14,0 %, vuxna 15-64 år 77 %, och äldre över 65 år 8,0 %.
Genomsnittlig årsnederbörd är 693 millimeter. Den regnigaste månaden är juli, med i genomsnitt 216 mm nederbörd, och den torraste är januari, med 3 mm nederbörd.